# Dante Basco
Dante Roman Titus Basco (Pittsburg, California; 29 de agosto de 1975) es un actor y rapero estadounidense de ascendencia filipina. Es conocido por dar la voz a Zuko en la serie de Nickelodeon Avatar: The Last Airbender, Jake Long de la serie de Disney American Dragon: Jake Long o por interpretar el papel de Rufio en la película de 1991 Hook junto a Robin Williams.

## Filmografía

### Películas
| Año  | Título                              | Papel          | Notas          |
| ---- | ----------------------------------- | -------------- | -------------- |
| 1991 | Hook: El regreso del Capitán Garfio | Rufio          | Coprotagonista |
| 1991 | El arma perfecta                    | Jimmy Ho       | Secundario     |
| 1995 | Fist of the North Star              | Bat            |                |
| 1997 | Riot                                | Jeff Lee       |                |
| 1999 | Pero yo soy una Animadora           | Dolph          | Secundario     |
| 2000 | Rave                                | Jay            |                |
| 2006 | Ritmo y seducción                   | Ramos          | Coprotagonista |
| 2009 | Blood and Bone                      | Pinball        |                |
| 2011 | Subject: I Love You                 | Niky           | Protagonista   |
| 2013 | La Docena del Diablo                | Ernesto Mejias | Coprotagonista |

### Televisión
| Año       | Título                          | Papel              | Notas          |  |
| --------- | ------------------------------- | ------------------ | -------------- |  |
| 1988-1991 | Los años maravillosos           | Eddie              |                |  |
| 1995      | " El príncipe de Bel Air "      | Kevin              | Temp. 5 Ep. 23 |  |
| 1998      | Moesha                          | Marco              |                |  |
| 1999      | Undressed                       | Jake               |                |  |
| 2003      | Kim Possible                    | Fukushima          | Voz            |  |
| 2005      | Lilo & Stitch                   | Jake Long          | Voz            |  |
| 2005-2007 | Jake Long: El Dragón Occidental | Jake Long          | Voz            |  |
| 2005-2008 | Avatar: La Leyenda de Aang      | Príncipe Zuko      | Voz            |  |
| 2007      | Zack y Cody: Gemelos en Acción  |                    |                |  |
| 2010      | Zevo-3                          | Matt / Kewl Breeze |                |  |
| 2010-2012 | Generador Rex                   | Tuck               | Voz            |  |
| 2013      | Ultimate Spider-Man             | Scorpion           | Voz            |  |
| 2012-2013 | La leyenda de Korra             | General Iroh       | Voz            |  |

- Datos: Q738253
- Multimedia: Dante Basco / Q738253

- Wikimedia Commons alberga una categoría multimedia sobre Dante Basco.